# کیرکونومی
کیرکّونومّی (به فنلاندی: Kirkkonummi) یک شهرداری در فنلاند است که در اوسیما واقع شده‌است.

## خواهرخوانده
شهر بخش مونکدال خواهرخواندهٔ کیرکونومی هست.